# Сейсмічність Молдови
Територія Молдови — характеризується відносно активною сейсмічністю.

## Загальна характеристика
Територія Молдови входить до складу Карпатської сейсмічної області. Осередки землетрусів розташовані в межах земної кори на глибині до 50 км і у верхні мантії на глибині понад 50 км. Найсильніші глибоко-фокусні осередки на глибині 180—200 км локалізовані в обмеженій зоні, дотичній до вигину Карпатської дуги на території Румунії, відомі під назвою «вогнище Вранча». Близькість до «вогнища Вранча» зумовлює можливість на території Молдови землетрусів інтенсивністю від 8 балів за шкалою MSK-64 в південно-західній частині до 7 балів на іншій території, за винятком Придністровської зони, де сейсмічність становить — до 6 балів. Найбільший період повторення землетрусів вказаної сили не перевищує 200 років, а слабіші сейсмічні поштовхи (з магнітудою М < 5,5) повторюються 18-20 разів щорічно. В середньому у Молдові відбувається від 50 до 120 слабких землетрусів на рік.

## Землетруси у минулі століття
Один з дуже сильних землетрусів (М = 7,5), який зачепив територію сучасної Молдови, стався 4 березня 1977 року.